# سارة هيلين ويتمان
سارة هيلين ويتمان (بالإنجليزية: Sarah Helen Whitman)‏(ولدت 19 يناير 1803، 27 يونيو 1878)، شاعرة، كاتبة مقالات عن الروحية. بالأضافة إلى ذلك فقد كانت عشيقة الناقد الأدبي الأمريكي إدغار ألان بو.

## السنوات الأولى

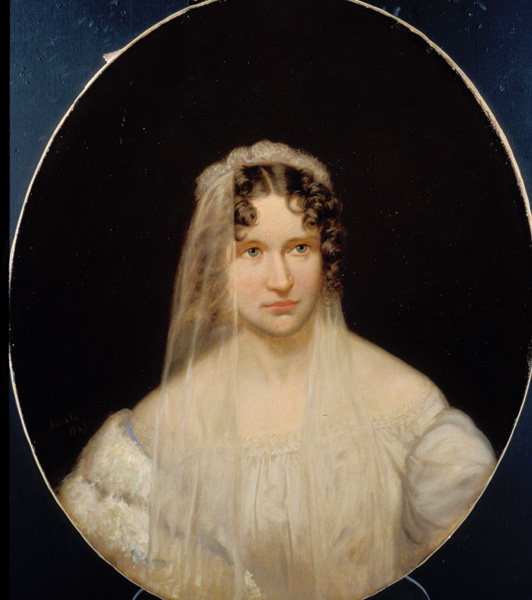
سارة هيلين ويتمان 1869

ولدت سارة هيلين باور في بروفيدنس يوم 19 يناير 1803 أي 6 سنوات قبل ولادة إدغار بو. وهي ابنة نيكولاس باور التي تزوجت بالكاتب والشاعر جون وينسلو ويتمان سنة 1828. الذي كان محرراً لصحيفتَي «بوسطن سبيكتاتور» و «ليديز ألبوم»، مما سمح لسارة بنشر بعض قصائدها تحت اسم مستعار «هيلين».
توفي زوجها سنة 1833 دون أن يترك أبناء، لتتعرض بعدها سارة للإصابة بمرض القلب مما جعلها تعالج بالإيثر وقد اضطرها الأمر أن تتنفس عبر مناديل تضعها على وجهها طيلة الوقت.
وقد كانت ويتمان صديقة لمارجريت فولر وللكثير من المثقفين في نيو إنغلند.
حيث بدأت بالاهتمام بالفلسفة المتعالية عبر تلك المجموعة من المثقفين، خصوصاً بعد سماعها لمحاضرات رالف والدو إمرسون في بوسطن وبروفيدنس، كما بدأت أيضاً بالاهتمام بالعلوم، والتنويم الإيحائي.
ارتدَت ويتمان الأسود، ولفت تميمة حول عنقها كالنعش. وبالأضافة إلى ذلك فقد قامت بالعديد من المحاولات للتواصل مع الموتى في بيتها أيام الآحاد.

## علاقتها مع إدغار ألان بو

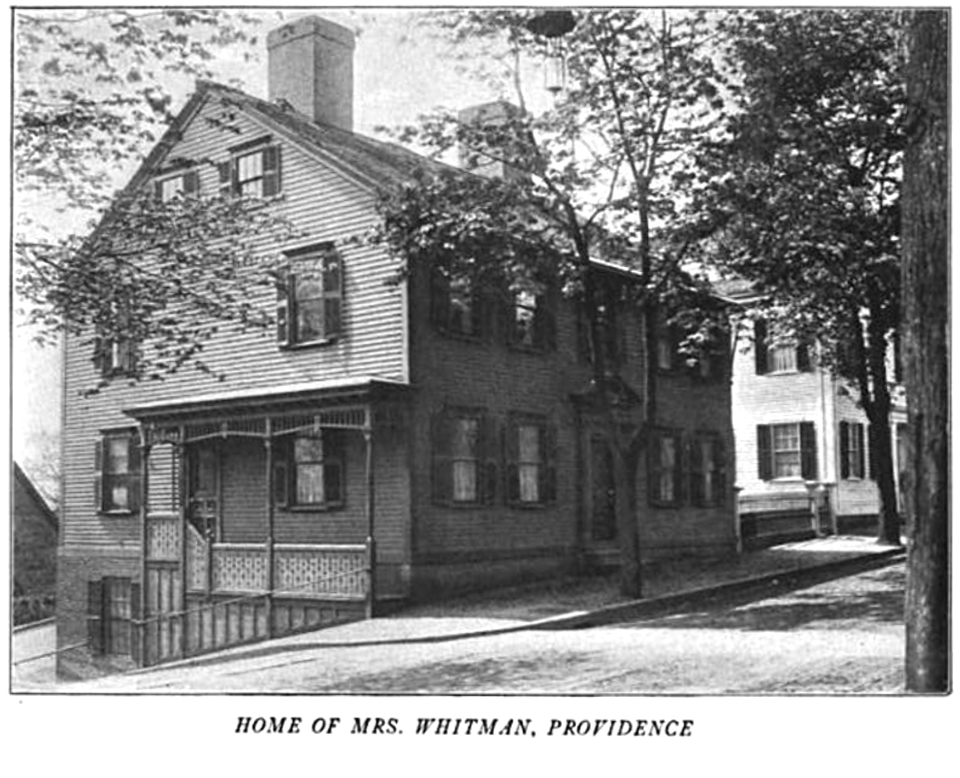
منزل سارة ويتمان في بروفيدنس.

تعرفت ويتمان على إدغار ألان بو في يوليو 1845. أثناء انضمام بو إلى دروس صديقته الشاعرة فرانسيس سارجنت أوسغود وبينما كان يتمشى مع فرانسيس مرّا بالقرب من منزل ويتمان. التي كانت في تلك الأثناء واقفة في الحديقة خلف منزلها،
إنحنى إدغار تحية لها فتم تعرفهما ببعض 
ومع مرور الوقت صارت ويتمان معجبة بقصائد إدغار بو ومن محبيها، كما صرحت لصديقتها ماري هيويت: 
لن أنسى أبداً ذاك الإحساس الذي خالجني منذ قرأت قصصه للمرة الأولى.. لقد عشت تجربة الشعور بمفهوم الخوف ولم أتجرأ بعدها بالنظر إلى أي شيء كتبه، بل حتى التلفظ باسمه، ومع الوقت أخذ هذا الخوف طابع الانبهار، ثم صرت أَلتَهِم كل سطر كتبه قلمه.
طلبت منها صديقتها آن لينش أن تكتب لها قصيدة شعرية بمناسبة حفلة عيد الحب في 1848، فوافقت ويتمان على ذلك فكتبتها واحدة لإدغار بو، ومن غير المتوقع سمع إدغار عن قصيدتها التي تحمل عنوان «إلى إدغار ألان بو» فرد عليها باسم مستعار وذلك بتعديل قصيدة كان قد كتبها سابقاً تحمل عنوان «إلى هيلين».
لم تكن ويتمان تعلم أن كاتب القصيدة هو إدغار نفسه، لذلك لم تقم بالرد عليه، وبعد ثلاث أشهر أرسل لها القصيدة كاملةً مذكِّراً إياها بتلك اللحظة التي تعرف عليها خلف حديقة منزلها قبل أعوام..
كاد إدغار بو أن يموت أثناء سفره للقاء ويتمان وذلك بتناوله جرعة زائدة من لودانوم قبل أن يستقل قطار بوسطن باتجاه بروفيدنس قادماً من لوويل، وقبل وصوله إلى بوسطن كان في حالة سيئة وكان يتألم بشدة ليمضي بعدها أربعة أيام في بيت ويتمان بعد وصوله إلى بروفيدنس.
على الرغم من حبهما للأدب والشعر إلا أن بو كان متحفظاً تجاه أصدقاء ويتمان، فلم يكن يأبه بهم بما في ذلك إليزابيث فرايز إليت، مارغريت فولر، والعديد من المتعاليين الآخرين. قال لها، «قلبي ثقيل، هيلين، لأني أرى أن أصدقائك ليسوا أصدقائي».
تبادل الاثنان الرسائل والشعر لبعض الوقت قبل أن يتفقا على الارتباط. بعد أن حاضر إدغار بو في بروفيدانس في ديسمبر 1848 ، تلى عليها قصيدة لإدوارد كوت بينكني، وافقت على «زواج فوري».
وافق بو على البقاء رزينًا أثناء الارتباط - وهو تعهد انتهكه خلال بضعة أيام فقط. حين اكتشفت والدة ويتمان أن بو يلاحق آني ريتشموند وحبيبته الأولى سارة إلميرا رويستر. ومع ذلك، فقد اقترب موعد حفل الزفاف هذا، ففي يناير 1849، أعلنت صحيفة في نيو لندن عن ارتباطهما رسمياً وتمنت لهم الخير.
في مرحلة ما، اختارا أن يكون تاريخ الزفاف يوم 25 ديسمبر 1848، على الرغم من انتقاد تلك العلاقة بين الأصدقاء والأعداء على حد سواء. تلقت بعدها ويتمان رسالة مجهولة المصدر أثناء وجودها في المكتبة، مفادها بأن إدغار بو قد كسر عهده على البقاء رصينًا، مما أدى مباشرة إلى نهاية العلاقة. قال بو في خطاب له إلى ويتمان (خاطبها ب«سيدتي العزيزة») بأنه ألقى باللوم على أمها بأنها السبب في انفصالهما.
زعم روفوس ويلموت غريسوولد، كاتب السيرة الذاتية الأول لإدغار بو: أن بو أنهى عمدًا علاقته مع ويتمان في اليوم السابق على حفل زفافهما من خلال ارتكاب "انتهاكات غاضبة لم يُسَمها لأنها -كما كتب في سيرته الذاتية- "جعلت من الضروري استدعاء الشرطة".

## حياتها بعد ذلك
نشرت ويتمان مجموعتها «ساعات الحياة» و «قصائد أخرى» في 1853، ثم وبعد مضي 11 عاما من وفاته، نشرت عملاً كدفاع عن بو ضد منتقديه عام 1860، خاصة روفوس غريسوولد بعنوان إدغار آلان بو ونقاده، وقالت صحيفة بالتيمور إن الكتاب كان جهداً نبيلاً «لكنه لا يمسح السجلات المشينة في السيرة التي كتبها عنه الدكتور غريسوولد»، وقد ألهم الأمر «وليم دوغلاس أوكونور» لكتابة «الشاعر الرمادي الجيد» وهو دفاع مماثل عن صديقه والت ويتمان، تم نشره عام 1866.
بعد مدة راسلت ويتمان كاتب السيرة الذاتية لإدغار بو «هنري انغرام»، الذي أضاف رسائلها من بو وصورة داجيرية إلى مكتبة المواد التي كان يقوم بتجميعها. ما جمعه انغرام عن بو يوجد اليوم في مكتبة ألدرمان بجامعة فرجينيا

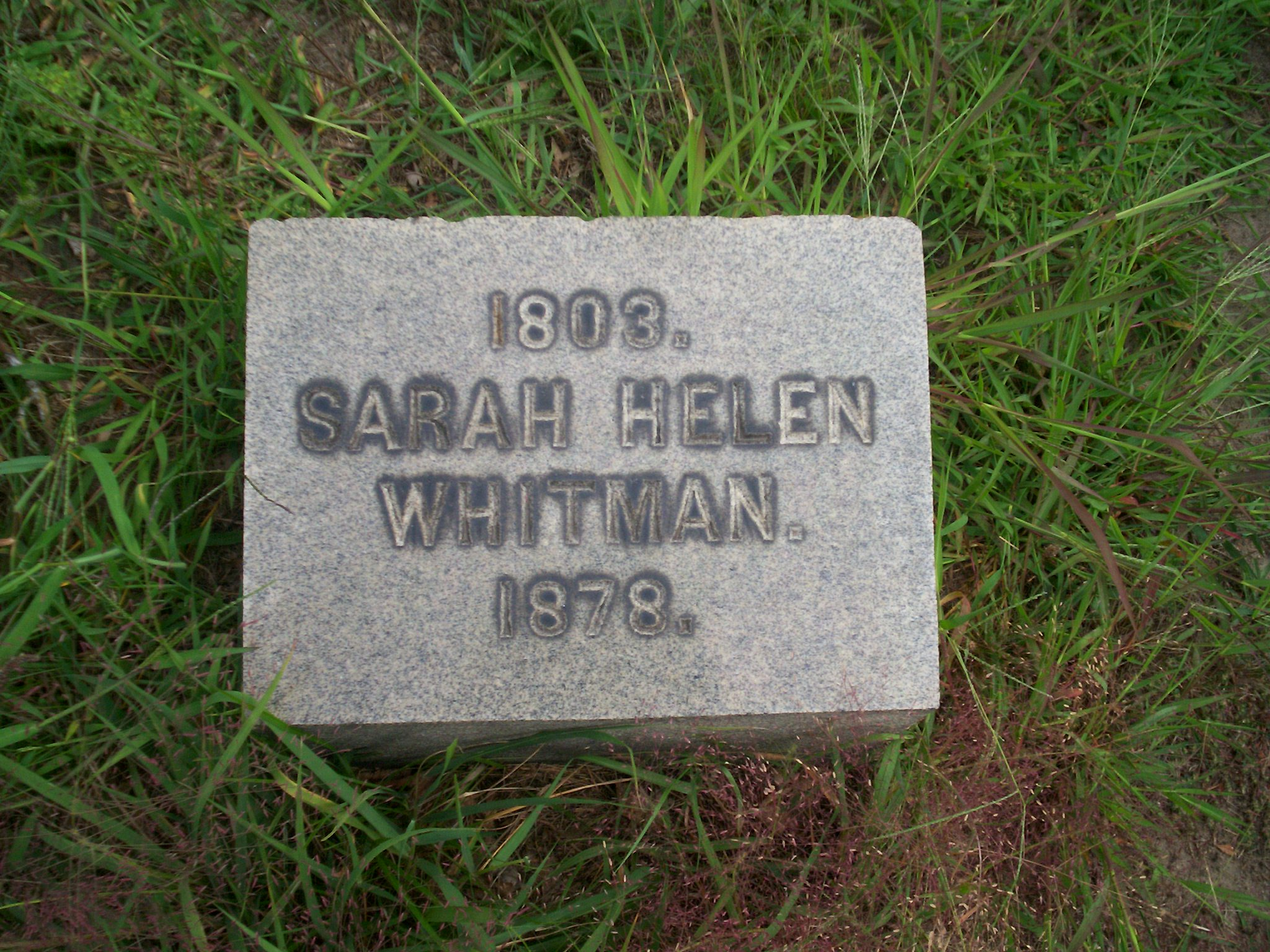
قبر ويتمان في نورث بوريال غراوند

توفيت سارة هيلين ويتمان عن عمر يناهز 75 عام 1878 في منزل صديق لها في «97 شارع بوين في بروفيدانس، رود آيلاند» ودفنت في «نورث بوريال غراوند». في وصيتها استعمل الجزء الأكبر من ممتلكاتها لنشر جزء من قصائدها وقصائد أختها. كما تركت المال لجمعية بروفيدانس لفائدة الأطفال السود وجمعية رود آيلاند للوقاية من القسوة على الحيوانات.

## روابط خارجية
- سارة هيلين ويتمان على موقع الموسوعة البريطانية (الإنجليزية)
- سارة هيلين باور ويتمان على موقع about.com نسخة محفوظة 18 نوفمبر 2012 على موقع واي باك مشين.
- رسائل ويتمان من وإلى إدغار ألان بو Society online
- أعمال أو نبذة عن سارة هيلين ويتمان على أرشيف الإنترنت
- أعمال سارة هيلين ويتمان في ليبري فوكس